# Lilla Marras (schip, 1955)
De Lilla Marras, Reddingboot in Harlingen of Lilla Marras Douglas & Will is een ex-reddingboot met als thuishaven Harlingen.

## Geschiedenis en Toekomst
De Lilla Marras diende tussen 1955-1979 nog als reddingboot voor de kust van Engeland en was dus ook in Engelse handen. In deze periode ondernam zij 105 reddingsacties en redde 45 levens. Enkele jaren geleden werd zij door een liefhebber van reddingboten naar Nederland gehaald en was daarmee een aanwinst voor de haven van Harlingen.
Het schip stelt hoge eisen op het gebied van onderhoud en zeemanschap. Tussen 2000 en 2001 is het schip volledig gerestaureerd en daarnaa op toerisme gericht en er kan daarom op overnacht worden. Ook kan er een privé-kapitein worden besteld en een twee uur durende vaartocht worden georganiseerd.

## Algemene gegevens
- Oorspronkelijke naam: Lilla Marras Douglas & Will
- Huidige naam: Lilla Marras
- Type: Watson Class Midship Steering & Aft Cabin
- Werf: Groves & Guttridge Ltd, East Cowes
- Bouwjaar: 1955
- Restauratie: 2000-2001
- Restaurateur: Willem Koornstra / Harlingen
- Lengte x breedte: 46’9" x 12’9"
- Motoren: Twee maal Thornycroft 360 MkII, elk 70 pk (SHP)